# Angelo Vanzin
Angelo Vanzin   (Lierna, 8 de febrer de 1932 - Lierna, 22 de maig de 2018) fou un remer italià que va competir durant les dècades de 1950 i 1960.
El 1956 va prendre part en els Jocs Olímpics d'Estiu de Melbourne, on guanyà la medalla d'or en la prova del quatre amb timoner del programa de rem. Formà equip amb Alberto Winkler, Romano Sgheiz, Franco Trincavelli i Ivo Stefanoni.
En el seu palmarès també destaquen dues medalles al Campionat d'Europa de rem, una d'or el 1957, i una de bronze el 1956; i nou campionats nacionals entre 1953 i 1963.